# Басит, Сейду
Сейду Басит (англ. Seidu Basit; 5 февраля 2004 года, Гана) — ганский футболист, нападающий эмиратского клуба «Аль-Фуджайра».

## Карьера
В футбол начал играть на родине, к 2022 году занимался в академии клуба «Аккра Лайонс». В Премьер-лиге дебютировал 5 февраля 2022 года в матче против «Медеама», заменив на 87-й минуте Фредрика Асанте. Первый гол забил 9 мая, принеся победу над «Легон Ситис». 21 апреля 2023 года оформил первый в карьере покер.
26 июля 2023 года за неназываемую сумму перешёл в суданский клуб «Аль-Хиляль» из Омдурмана, подписав пятилетний контракт. Зимой 2024 года на правах аренды перешёл в молдавский клуб «Петрокуб». Дебютировал 3 марта в матче против «Бэлци», заменив на 70-й минуте Владимира Амброса. Единственный гол за клуб забил 3 апреля в матче Кубка Молдавии против «Ставчены». В составе «Петрокуба» завоевал первый чемпионский титул и второй национальный кубок в истории клуба.
2 октября 2024 года перешёл в эмиратский клуба «Аль-Фуджайра».

## Достижения
«Петрокуб»
- Чемпион Молдавии: 2023/24
- Обладатель Кубка Молдавии: 2023/24